# 平良敏昭
平良 敏昭（たいら としあき、1952年 <昭和27年> - ）は、日本の地方公務員。沖縄県商工労働部長、沖縄県企業局長を経て、沖縄建設新聞代表取締役社長。瑞宝小綬章受章。

## 人物・経歴
沖縄県生まれ。琉球大学法文学部卒業後、1977年 沖縄県庁入庁、行政管理室勤務。2002年 (平成14年) 商工労働部企業立地推進課長、2006年 観光商工部産業政策課長、2008年 企画部科学技術統括監、2009年 同部企画調整統括監、2011年 商工労働部長。
定年を迎えた2013年4月 前任の兼島規に代わって23代・沖縄県企業局長。2014年2月以降、有機フッ素化合物 (PFAS) が北谷浄水場の水源である比謝川や嘉手納井戸群で高濃度で検出された件については継続的に調査し、在日米軍が使用してきた泡消火剤に含まれていたという蓋然性が指摘された。他、任期中にうるま市、金武町、恩納村以南の14市町村に水を供給する石川浄水場の完成、沖縄水道施設維持管理協議会との災害時における支援協定締結などがある。2016年3月 町田優を後任として企業局長退任。
2018年11月 参与を務めていた沖縄建設新聞の株主総会で代表取締役社長に就任。

## 栄典
- 令和6年春の叙勲で地方自治功労により瑞宝小綬章を受章[8]